# Rubblizing
Rubblizing (ang. łamanie, rozkruszanie) – technologia polegająca na rozkruszaniu na miejscu starych płyt betonowych i przekształceniu ich w podbudowę, która jest następnie przykrywana nakładką asfaltową bądź betonową. Technologia rubblizingu pozwala zmniejszyć koszty przebudowy dróg związane z zakupem i dowozem kruszywa do podbudowy oraz kruszeniem oraz wywozem starej nawierzchni. Rubblizing jest wykonywany przy użyciu łamacza wielogłowicowego lub łamacza rezonansowego. Nie jest możliwe wykorzystanie rubblizingu nawierzchni o grubości mniejszej niż 17,5 cm, nawierzchni ułożonej na słabej podbudowie, nawierzchni ułożonej na podłożu gruntowym i nawierzchni o wysokiej wilgotności.
Po raz pierwszy w Polsce metodę zastosowano w 2009 roku przy przebudowie części drogi krajowej nr 22.